# Bernardo Guzmán Montero
Bernardo Guzmán Montero (Meliana, 1966) és un periodista valencià, actualment director de la Cadena SER al País Valencià i delegat regional del grup comunicatiu PRISA des de 2018.
Inicia la seua trajectòria l'any 1987 a Antena 3 Radio i va passar a la Cadena SER el 1994. Ha estat cap d'informatius primer, després cap de continguts i l'any 2018 va passar a ser el màxim responsable de la cadena de ràdio per al País Valencià, així com delegat regional de PRISA que coordina les capçaleres El País, Cinco Días, As i El Huffington Post entre d'altres.